# Chiltepe

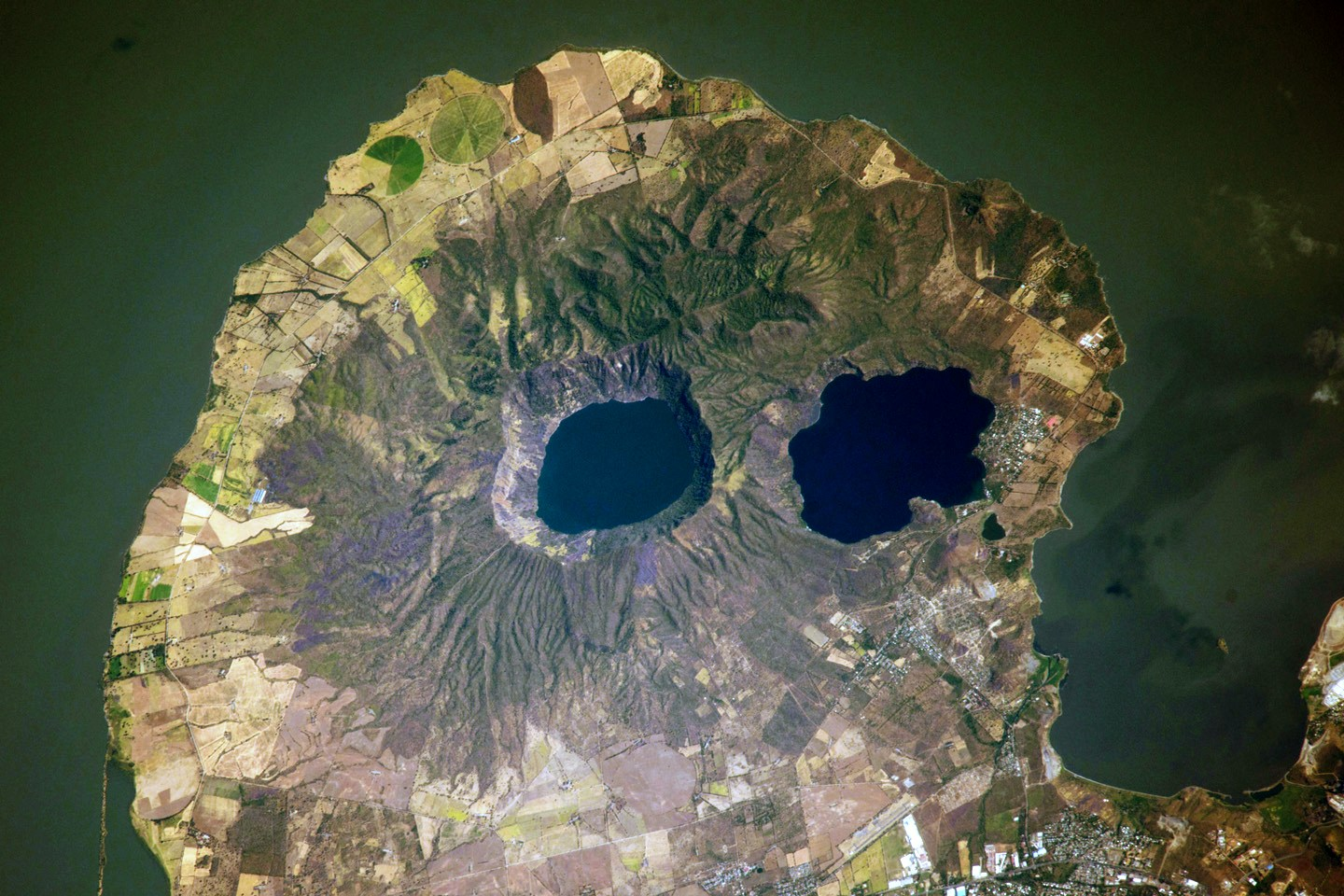
Chiltepehalvön med kratersjöarna Laguna de Apoyeque i mitten och Laguna de Xiloá till höger.

Chiltepe är en vulkanisk halvö i Managuasjön, Nicaragua, drygt tio kilometer från huvudstaden Managua. Halvön har två fina kratersjöar efter de sedan länge utslocknade vulkanerna Apoyeque och Xiloá. Halvön är ett populärt utflyktsmål för huvudstadens befolkning, för vandring, simning och andra vattensporter.